# Silver Springs Shores
Silver Springs Shores è un census-designated place (CDP) degli Stati Uniti d'America, situato in Florida, nella contea di Marion.